# Aeroportul Monbetsu
Aeroportul Monbetsu (IATA: MBE, ICAO: RJEB) este un aeroport din Monbetsu, Okhotsk Subprefecture⁠(d), Prefectura Hokkaidō, Japonia ce deservește zona Monbetsu. Aeroportul a fost tranzitat în decembrie 2020 de 2.133 de pasageri. A fost deschis în 21 iulie 1966.
Situat la o altitudine de 18 m, aeroportul dispune de o singură pistă.